# Dele Aiyenugba
Bamidele „Dele” Mathew Aiyenugba (ur. 20 listopada 1983 w Jos) – piłkarz nigeryjski grający na pozycji bramkarza.

## Kariera klubowa
Aiyenugba urodził się w mieście Jos. Piłkarską karierę rozpoczął w zespole Kwara United. W 1998 roku zadebiutował w drugiej lidze nigeryjskiej i wtedy też wywalczył awans do pierwszej ligi. W 2000 roku z klubem z miasta Ilorin przeżył degradację o szczebel niżej, na początku 2001 roku przeszedł do Enyimba FC. Grał w podstawowej jedenastce i przez trzy kolejne sezony zdobywał mistrzostwo kraju. W 2003 roku do sukcesów dołożył także wygranie Ligi Mistrzów. W 2004 roku powtórzył to osiągnięcie, a w 2005 roku wywalczył dublet - mistrzostwo kraju oraz Puchar Nigerii.
Latem 2007 roku Aiyenugba przeszedł do izraelskiego Bene Jehuda Tel Awiw, w którym zastąpił swojego rodaka Vincenta Enyeamę, który odszedł do lokalnego rywala, Hapoelu Tel Awiw. W 2016 przeszedł do Hapoelu Aszkelon.

## Kariera reprezentacyjna
W 2006 roku Aiyenugba został powołany przez selekcjonera Augustine Eguavoena do kadry na Puchar Narodów Afryki (nie mając na koncie debiutu w kadrze narodowej), na którym był rezerwowym dla Vincenta Enyeamy i nie rozegrał żadnego spotkania. Nigeria na tym turnieju zajęła 3. miejsce.